# Realgymnasium Schützengasse
Das Realgymnasium Schützengasse ist eine Privatschule mit Öffentlichkeitsrecht mit bilingualem Unterricht und befindet sich in der Schützengasse 31, Ecke Boerhaavegasse im 3. Wiener Gemeindebezirk Landstraße.

## Geschichte
Berichte über die geplante Eröffnung einer tschechischen Volksschule in der Ehrenfelsgasse 16 in 12. Bezirk Meidling führten im Sommer 1909 zu Straßenausschreitungen gegen Tschechen und tschechisches Eigentum. 1910 konnte in der Schützengasse 31 eine Schule eröffnet werden, welche vom Baumeister Alois Petrák für den Schulverein Komenský erbaute worden ist, worauf die Schule aus der Messenhausergasse 2 mit 273 Schülern und Schülerinnen dorthin übersiedelte. Da sich Alois Petrák bei der Baubewilligung verpflichtet hatte, im Gebäude keine Schule zuzulassen, ging der Magistrat dagegen vor. Der Verein legt beim Verwaltungsgericht dagegen eine Berufung ein, aber die Stadtverwaltung wartete die Entscheidung des Gerichtes nicht ab und versperrte die Schule am 23. September 1911 mit einer Versiegelung. Im Gemeinderat begründete der christlich-soziale Bürgermeister Josef Neumayer die Schließung der Schule folgendermaßen: Alles andere wäre ein Verrat an der deutschen Nation und am deutschen Charakter Wiens gewesen. Daraufhin entzündete sich am 5. Oktober 1912 ein Konflikt zwischen tschechischen und deutschen Abgeordneten im Parlamentsgebäude. Anlass war, dass tschechische Frauen und Kinder in die Säulenhalle eingedrungen sind. In der tschechischen Presse wurde das Ereignis als Verzweiflungsprozession tschechischer Mütter und Kinder bezeichnet, sogar einige englische und französische Blätter berichteten darüber. Ministerpräsident Paul Gautsch von Frankenthurn versprach die Angelegenheit untersuchen zu lassen. Tschechische Frauen wandten sich mit einer Sammelbeschwerde an den Kaiser. Am 30. Dezember 1911 entschied das Verwaltungsgericht zugunsten des Schulvereins Komenský, die Stadtregierung legte Berufung ein. Eine Baudelegation stellte Baumängel fest und ordnete die Schließung der Schule an, die Eingangstüre wurde am 11. Oktober 1912 und erneut am 20. Oktober 1912 verbrettert, was bis zum Ausbruch des Ersten Weltkrieges so blieb.
Im Ersten Weltkrieg bot der Schulverein Komenský dem Kriegsministerium das versiegelte Schulgebäude in der Schützengasse für die Nutzung der Betreuung von Kranken an, so wurde eine Zweigstelle des nahen Krankenhauses Rudolfstiftung eingerichtet. Der Schulverein verarmte im Krieg stark, aufgrund Hunger und Krankheiten der Bevölkerung im Krieg entstand im Jänner 1918 der Verein České srdce vídeňské Wiener Tschechisches Herz besonders für notleidende Kinder, der Verein wurde erst 1920 unter der Nennung Tschechisches Herz – Tschechoslowakische soziale Fürsoge in Österreich offiziell anerkannt.

## Architektur
Das 1912 erbaute Gebäude zeigt eine Fassade mit secessionistischen Dekor.
Im Vestibül befindet sich eine Relieftafel aus Bronze zu Janu Ludvičkovi, geschaffen von Prof. Zamazal 1932.
Im Foyer befindet sich eine Gedenktafel zum Gönner der Schule Eduard Harant.
Das kleine Hauptportal in der Schützengasse wurde in den 2000er Jahren auf die Stiegenhausbreite erweitert.